# Teluk Kabung Selatan
Teluk Kabung Selatan is een bestuurslaag in het regentschap Padang van de provincie West-Sumatra, Indonesië. Teluk Kabung Selatan telt 1713 inwoners (volkstelling 2010).